# Rodrigo Duterte
Rodrigo "Digong" Roa Duterte (Maasin, 28 de março de 1945) é um político e advogado filipino que serviu como presidente do seu país entre 2016 e 2022. Em 30 de junho de 2016, foi eleito como o 16.º presidente das Filipinas com 16 601 997 votos, o que corresponde a 39% dos votos válidos, pelo Partido Democrata Filipino-Poder Popular (PDP-Laban), e exerceu cargo até 30 de junho de 2022.

## Biografia
Nascido em Maasin, na província de Leyte (agora chamada Leyte do Sul), Duterte mudou-se para a Região de Davau, já que seu pai, Vicente Duterte, era o governador regional. Rodrigo   Duterte estudou ciências políticas no Liceu da Universidade das Filipinas, formando-se em 1968, antes de obter um diploma de direito na Faculdade de San Beda, em 1972. Trabalhou como advogado e foi procurador da cidade de Davau, antes de se tornar vice-prefeito e, subsequentemente, prefeito da cidade, após a Revolução do Poder Popular (1986). Duterte conquistou sete mandatos e foi prefeito de Davau por vinte e dois anos, durante os quais  transformou a cidade, outrora dominada pelo crime, em um lugar pacífico e atraente para investidores.
Durante sua presidência, sua política interna concentrou-se no combate ao narcotráfico (iniciando uma controversa guerra às drogas),  ao crime e à corrupção, além de ter intensificado a luta contra o terrorismo e a insurgência comunista. Ele também lançou um maciço programa de infraestrutura, iniciou uma série de reformas econômicas liberais, simplificou processos governamentais e propôs uma mudança para um sistema federal de governo que acabou por não ter sucesso.
Entre alguns destaques do seu governo estão a Batalha de Marawi de 2017 (envolvendo forças governamentais e grupos islamistas salafitas do Isis ) e as duras medidas de isolamento social impostas durante a Pandemia de COVID-19 nas Filipinas.
Duterte declarou adotar uma "política externa independente", fortalecendo relações das Filipinas com a China e a Rússia.
A princípio, manifestou sua intenção de concorrer à vice-presidência na eleição de 2022 mas, em outubro de 2021, anunciou que estava se aposentando da política. Em 15 de novembro do mesmo ano, apresentou sua candidatura a senador, mas acabou por retirá-la em 14 de dezembro.
Suas posições políticas são descritas como populistas e nacionalistas. Seu sucesso como político foi em grande parte incrementado por seu apoio manifesto a assassinatos extrajudiciais de usuários de drogas e criminosos. Por outro lado, suas políticas e seus comentários também provocaram inúmeros protestos e controvérsias, principalmente relacionados aos direitos humanos. Ele  confirmou, repetidamente, ter matado pessoalmente suspeitos de crimes, quando era prefeito de Davau. As execuções extrajudiciais supostamente cometidas pelo esquadrão da morte de Davau, entre 1998 e 2016, também foram escrutinadas por grupos de direitos humanos e pela Ouvidoria local; as vítimas eram principalmente supostos usuários de drogas, pequenos traficantes e crianças de rua.
Em 2018, o Tribunal Penal Internacional abriu uma investigação preliminar sobre a guerra às drogas empreendida por Duterte desde  2016, pelo menos,  o que fez com que o presidente filipino pedisse a retirada de seu país do Estatuto de Roma do Tribunal Penal Internacional, o que foi efetivado em março de 2019.
Ele foi o único presidente na história das Filipinas a não declarar seus bens e ativos e passivos.
Apesar de tudo, a popularidade de Duterte e o seu índice de aprovação doméstica permaneceram relativamente altos ao longo de seu mandato.
Afinal, em 2025, Duterte foi preso, sob a acusação de crimes contra a humanidade.

## Ideologia
O PDP-Laban,  partido político de Duterte, descreve-se como socialista democrático. O próprio Duterte tem-se identificado nominalmente como socialista e invocado o apoio de setores da esquerda, mas ressalta que não é comunista,  embora,  nos anos 1970, tenha sido membro da Kabataang Makabayan ("Juventude Patriótica"), uma antiga organização clandestina de juventude comunista, ativa entre 1964. e 1975,  Ele também foi aluno de José María Sison, fundador do Partido Comunista das Filipinas (PKP), no Liceu Universitário das Filipinas. O próprio Sison declarou, durante a campanha eleitoral, que Duterte era o melhor presidente que a República das Filipinas poderia ter, desde Marcos".
No início de seu mandato como presidente, Duterte se mostrou favorável à esquerda, em vários dos seus discursos. Em uma ocasião, ele se proclamou o primeiro "presidente de esquerda". Chamou o governo do PKP de "governo revolucionário" e ordenou que seus funcionários entrassem com petições no tribunal para a libertação de cerca de 20 líderes comunistas presos - o que efetivamente resultou na posterior soltura dos prisioneiros. Também nomeou vários membros do  PKP para compor o gabinete.
O fracasso das conversações de paz com os rebeldes comunistas do PKP, do Novo Exército Popular (NPA) e da Frente Democrática Nacional das Filipinas (PDPP) gerou desentendimentos entre Duterte e o PKP. A demissão de membros do governo ligados à esquerda - em sua maioria  dispensados pela Comissão de Nomeações ou pelo próprio Duterte - levou a que os seus antigos aliados progressistas o renegassem. Alguns dos principais meios de comunicação social rotularam Duterte como um populista de direita autoritário. Ele foi comparado a outras figuras nacionalistas da década de 2010, incluindo Donald Trump e Jair Bolsonaro. O desentendimento entre Duterte e o CPP também foi seguido pela expansão de uma histórica e religiosamente informda hostilidade cultural em relação à política de esquerda nas Filipinas, que antes era reservada ao PKP, mas que agora atingia também as organizações social-democratas, socialistas democráticas e nacional-democratas, como o bloco Makabayan.  Alguns nacional-democratas e outros grupos identificados com a esquerda refutaram as autoproclamadas credenciais socialistas de Duterte, dada a sua incapacidade de abordar concreta e seriamente os aspectos econômicos do liberalismo. 
Duterte foi o primeiro presidente filipino que não teve "nenhuma reserva" em declarar abertamente seu socialismo enquanto operava em um ambiente político-econômico hostil. Alguns analistas, por sua vez, enfatizaram que a declaração de Duterte deve ser vista como parte de uma estratégia política populista e não como uma declaração de alinhamento ideológico.

## Ações judiciais
Em 15 de maio de 2017, a Comissão de Justiça do Congresso nas Filipinas rejeita uma queixa apresentada pelo deputado de oposição Gary Alejano, que denunciava o envolvimento de Duterte com narcotraficantes. As razões para a rejeição são que a queixa "carecia de substância" e se baseava em "rumores". Os membros da Comissão de Justiça do Congresso são, em sua maioria, integrantes de partidos favoráveis a Duterte, o que gera denúncia de viés em prol dele na decisão.
Outra queixa foi apresentada em abril de 2017 pelo advogado Jude Sabio junto à Corte Penal Internacional de Haia por crime contra a humanidade, o que levou à emissão de um mandado de prisão; após essa queixa, Duterte foi preso em Manila em 11 de março de 2025.